# Красный Октябрь (Речицкий район)
Красный Октябрь (бел. Чырвоны Кастрычнік) — посёлок в составе Белоболотского сельсовета Речицкого района Гомельской области Белоруссии.

## География

### Расположение
В 12 км на север от районного центра и железнодорожной станции Речица (на линии Гомель — Калинковичи), 48 км от Гомеля.

## Транспортная система
Транспортные связи по просёлочной, затем автомобильной дороге Речица — Светлогорск. В деревне 7 жилых домов (2004 год). Застройка деревянная, усадебного типа, вдоль просёлочной дороги.

## Гидрография
В 0,5 км на юго-запад устье реки Крапивня (приток Днепра).

## История
Основан в начале 1920-х годов переселенцами из соседних деревень на бывших помещичьих землях. В 1926 году в Уваровичском районе Гомельского округа. В 1931 году организован колхоз. 11 жителей погибли на фронтах Великой Отечественной войны. Согласно переписи 1959 года в составе совхоза «Речица» (центр — деревня Белое Болото).
Красный Октябрь пережил два рождения. В 2009 году в посёлок переселилась группа гомельчан с целью возродить жизнь в поселке, сохранить его и организовать в нём арт–деревню. На то время в посёлке был всего один житель. Энтузиасты–переселенцы выкупили заброшенные избы, таким образом сохранили 6 домов, восстановили электрификацию населённого пункта.
Новыми жителями посёлка разработана экологическая тропа, по которой туристы могут пройти среди днепровских стариц, увидеть гнездования птиц, бобровые хатки, следы диких животных. Посёлок — часть этой тропы. Местная особенность — творческие уик-энды: летние песенные вечера, поэтические выходные, художественные пленэры. В организованную арт–деревню приезжают художники рисовать природу и архитектурные элементы сельской жизни первой половины XX века.

## Население

### Численность
2004 год — 7 дворов, 10 жителей.

### Динамика
- 1926 год — 24 двора, 135 жителей.
- 1959 год — 168 жителей (согласно переписи).
- 2004 год — 7 дворов, 10 жителей.